# A Dal
A Dal — ежегодный песенный конкурс в Венгрии, который проходит с 2012 года. В 2012—2019 годах использовался в качестве национального отбора на Евровидение.
Конкурс был введён MTVA, организаторами конкурса, с другой философией, чем тот, который использовался ранее. Он был введён для создания венгерского конкурса, на котором венгерские музыкальные вкусы были представлены европейской аудитории. Конкурс также является открытым, и вся информация о песнях раскрывается в процессе отбора.

## Формат
Отобранные на конкурсе песни демонстрируются венгерской публике в рамках ряда специальных шоу. Он включает в себя три квалификационных раундов (четыре в 2021 году), два полуфинала, а затем финал.
В каждом раунде соревнуются десять песен, шесть из которых выходят в полуфинал, пять от жюри и публики вместе взятых и одна от публики, отобранной исключительно во втором раунде. В каждом полуфинале соревнуются по девять песен. Четыре песни из каждого полуфинала переходят в финал, три продвигаются вперёд благодаря жюри и публике, а одна исключительно благодаря публике. Окончательный победитель выбирается в два тура голосования: в первом туре выбираются четыре лучшие песни из восьми финалистов; во втором туре выбирается победитель из четырёх оставшихся песен. В первом туре участвует только жюри, а во втором-только публика.
В период с 2012 по 2019 год Dal использовался в качестве процесса отбора для участия Венгрии в конкурсе песни «Евровидение». Однако Венгрия снялась с «Евровидения» в 2020 году. Конкурс всё-таки состоялся. С 2020 призом является 75 миллион венгерских футов (в 2021—2022 годах 10 миллион венгерских футов).

## Победители
| Год  | Исполнитель               | Песня                 | Перевод             | Финал          | Финал          | Полуфинал      | Полуфинал      |
| Год  | Исполнитель               | Песня                 | Перевод             | Место          | Баллы          | Место          | Баллы          |
| ---- | ------------------------- | --------------------- | ------------------- | -------------- | -------------- | -------------- | -------------- |
| 2012 | Compact Disco             | «Sound of Our Hearts» | «Звук наших сердец» | 24             | 19             | 10             | 52             |
| 2013 | ByeAlex                   | «Kedvesem»            | «Дорогая»           | 10             | 84             | 8              | 66             |
| 2014 | Андраш Каллаи-Сондерс     | «Running»             | «Бегующий»          | 5              | 143            | 3              | 127            |
| 2015 | Boggie                    | «Wars For Nothing»    | «Не за что воевать» | 20             | 19             | 8              | 67             |
| 2016 | Фредди                    | «Pioneer»             | «Первооткрыватель»  | 19             | 108            | 4              | 197            |
| 2017 | Йоци Папаи                | «Origo»               | «Источник»          | 8              | 200            | 2              | 231            |
| 2018 | AWS                       | «Viszlát nyár»        | «Прощай лето»       | 21             | 93             | 10             | 111            |
| 2019 | Йоци Папаи                | «Az én apám»          | «Мой отец»          | Не прошёл      | Не прошёл      | 12             | 97             |
| 2020 | Gergő Rácz и Reni Orsovai | «Mostantól»           | «Отныне»            | Не участвовала | Не участвовала | Не участвовала | Не участвовала |
| 2021 | Kaukázus                  | «Egyetlen szó»        | Единственное слово  | Не участвовала | Не участвовала | Не участвовала | Не участвовала |
| 2022 | Oláh Ibolya               | «Nem adom el»         | Я не буду продавать | Не участвовала | Не участвовала | Не участвовала | Не участвовала |